# Gastrocopta ashmuni
Gastrocopta ashmuni är en snäckart som först beskrevs av Sterki 1898.  Gastrocopta ashmuni ingår i släktet Gastrocopta och familjen puppsnäckor. Inga underarter finns listade i Catalogue of Life.